# ازکیل اف. چمبرز
ازکیل اف. چمبرز (به انگلیسی: Ezekiel Forman Chambers) سناتور سابق عضو حزب ملی جمهوری‌خواه بود. وی در سال ۱۸۲۶ تا ۱۸۳۴ میلادی سناتور ایالت مریلند در سنای ایالات متحده آمریکا بود.